# OT-90
OT-90 — гусеничный бронетранспортёр Чехословакии.

## История
Советские боевые машины пехоты БМП-1 поступили на вооружение Чехословацкой Народной армии в 1966 году, когда ЧССР входила в Организацию Варшавского Договора, в дальнейшем, в 1967 году их производство по лицензии было освоено на заводах в Детве и Дубнице-над-Вагом под наименованием BVP-1 (от советских БМП-1 они отличались наличием не трёх, а четырёх триплексов у механика-водителя).
После смены правительства в 1989 году Чехословакия начала военную реформу, предусматривавшую сокращение вооружённых сил и военных расходов. 19 ноября 1990 года страна подписала Договор об обычных вооружённых силах в Европе, в соответствии с которым принимала на себя обязательства по сокращению количества бронетехники. В связи с установленным договором ограничением на количество боевых машин пехоты было принято решение о переоборудовании части БМП-1 в гусеничные бронетранспортёры и специализированные бронированные машины, а сокращение общего количества бронетранспортёров произвести за счёт списания старых колёсных бронетранспортёров.
Всего было переделано 620 БМП-1. Переоборудованные бронемашины поступили на вооружение вооруженных сил Чехословакии, после распада Чехословакии в 1993 году они остались на вооружении Чехии и Словакии. В дальнейшем, военно-политическое руководство этих стран приняло решение о вступлении в блок НАТО (Чехия вошла в состав НАТО 12 марта 1999 года, Словакия — 29 марта 2004 года), после чего страны приняли на себя обязательства по переходу на стандарты НАТО и в ходе реформирования вооруженных сил в 1993 — 2010е годы количество OT-90 в войсках уменьшилось.
В октябре 2017 года на проходившей в Киеве оружейной выставке «Зброя та безпека-2017» киевская компания НПО «Практика» представила демонстрационный образец модернизации БМП-1 по образцу чехословацкого бронетранспортёра ОТ-90.

## Описание
В ходе переоборудования BVP-1 в бронетранспортёр OT-90 штатная орудийная башня БМП (с 73-мм орудием и спаренным пулемётом ПКТ) демонтировалась и вместо неё устанавливалась башня БПУ-1 (с 14,5-мм пулемётом КПВТ и 7,62-мм пулемётом ПКТ), снятая с подлежащих списанию избыточных бронетранспортёров ОТ-64А или БТР-60ПБ.

## Варианты и модификации
- OT-90 — базовый серийный вариант

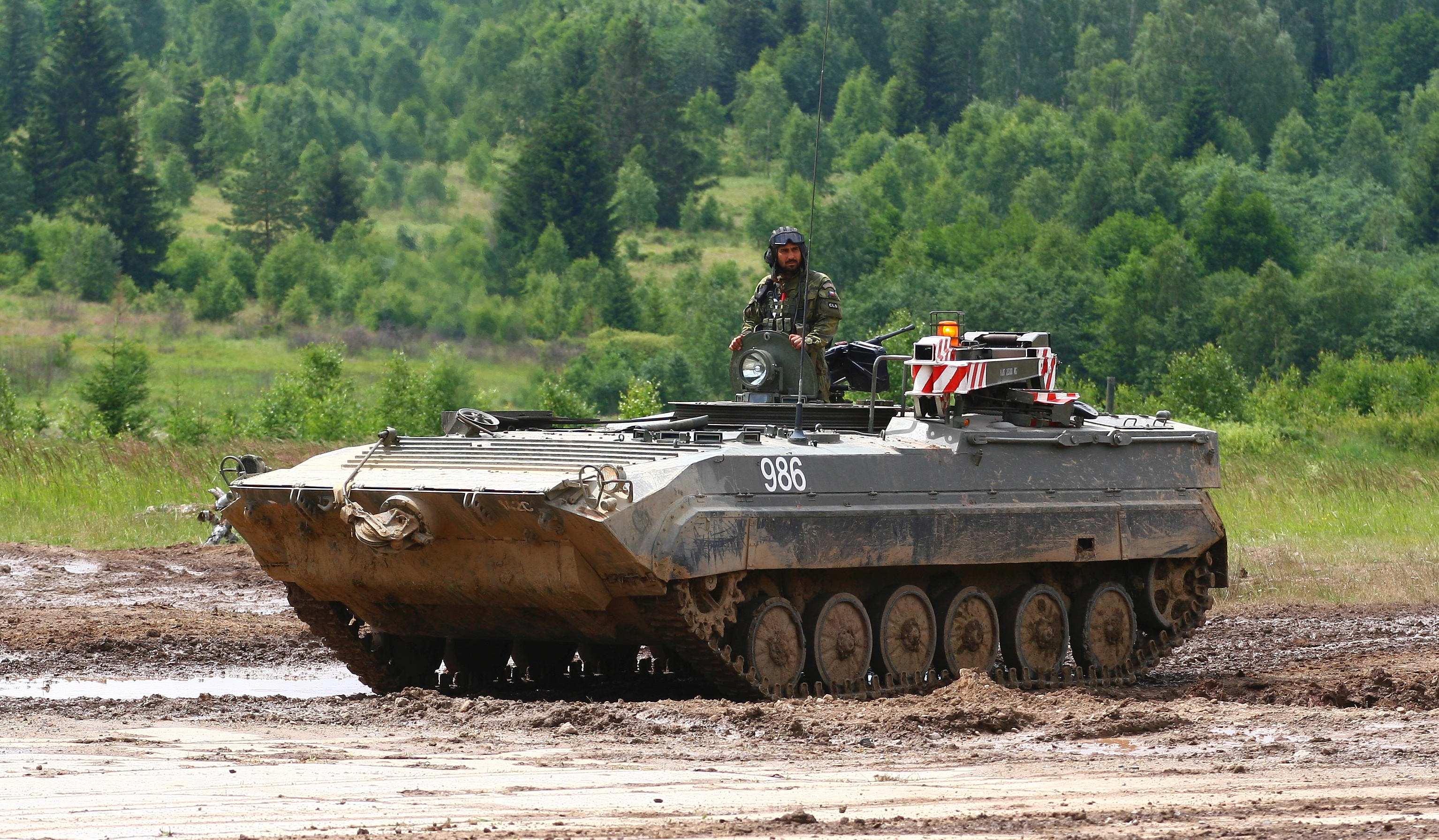
БРЭМ VPV, 23 июня 2018

- OT-90 M1 — модернизированный вариант (на башне установлен инфракрасный прожектор OU-3GA2)[2], один прототип был изготовлен на заводе «Sternberk, s. p.» из ОТ-90 в 1992 году.
- OT-90 M2 — модернизированный вариант (на башне установлен инфракрасный прожектор, усилено бронирование), один прототип был изготовлен из ОТ-90 в 1993 году.
- OT-90 AMB-S — чехословацкая бронированная медицинская машина на базе OT-90[3], созданная на базе проекта BVP-1SM (предусматривавшего создание санитарно-медицинской машины на базе БМП-1).
- VOV — чехословацкая командно-штабная машина.
- VP-90 — чехословацкая командная машина (с дополнительным радиооборудованием).
- VPV — чехословацкая бронированная ремонтно-эвакуационная машина (вместо башни установлен подъёмный кран)
- DP-90 — словацкая разведывательная машина (OT-90, дооснащённый оптическим или лазерным дальномером)
- DTP-90 — словацкая машина технической помощи на базе ОТ-90
- БМП-1/2 модернизированная - украинский вариант модернизации БМП-1 по образцу ОТ-90. Вместо штатной башни БМП-1 установлена башня БПУ-1 с пулемётным вооружением, также установлены новые светодиодные автомобильные фары, а двустворчатые двери десантного отсека заменили на опускающуюся аппарель. Кроме того, сообщается, что в ходе модернизации бронемашина может быть оснащена дизельным двигателем "Deutz" мощностью 290 л.с., противоминными сиденьями, новыми приборами наблюдения и связи, а также климат-контролем[1]

## Страны-эксплуатанты
- Чехия[4]
- Украина - одна БМП-1 переоборудована в бронированную боевую машину "БМП-1/2 модернизированная"[1]
- Центральноафриканская Республика — в 2008 году две ОТ-90 закуплены в Словакии[5]

## Музейные экспонаты
- одна VP-90 является экспонатом музея боевой техники Я. Яношика в городе Смржовка (Чехия) - крупнейшей частной коллекции бронетехники в Восточной и Центральной Европе[6]
- одна единица OT-90 находится в танковом музее "Стальной десант" в Санкт-Петербурге